# Andira
Andira (lat. Andira) je rod drveća iz tropske Amerike i dvije podvrste vrste Andira inermis iz Afrike. Pripada porodici mahunarki.
Postoji 30 priznatih vrsta, neke od ovih vrsta (A. inermis) su ljekovite. Andira araroba sinonim je za Vataireopsis araroba.

## Vrste
1. Andira anthelmia (Vell.) J.F.Macbr.
2. Andira carvalhoi R.T.Penn. & H.C.Lima
3. Andira chigorodensis R.T.Penn.
4. Andira cordata Arroyo ex R.T.Penn. & H.C.Lima
5. Andira coriacea Pulle
6. Andira cubensis Benth.
7. Andira cujabensis Benth.
8. Andira fraxinifolia Benth.
9. Andira galeottiana Standl.
10. Andira grandistipula Amshoff
11. Andira humilis Mart. ex Benth.
12. Andira inermis (W.Wright) Kunth ex DC.
13. Andira jaliscensis R.T.Penn.
14. Andira legalis (Vell.) Toledo
15. Andira macrocarpa R.T.Penn.
16. Andira macrothyrsa Ducke
17. Andira marauensis N.F.Mattos
18. Andira micrantha Ducke
19. Andira multistipula Ducke
20. Andira nitida Mart. ex Benth.
21. Andira ormosioides Benth.
22. Andira parviflora Ducke
23. Andira praecox Arroyo ex R.T.Penn.
24. Andira surinamensis (Bondt) Splitg. ex Pulle
25. Andira taurotesticulata R.T.Penn.
26. Andira tervequinata R.T.Penn., Aymard & Cuello
27. Andira trifoliolata Ducke
28. Andira unifoliolata Ducke
29. Andira vermifuga Mart. ex Benth.
30. Andira villosa Kleinhoonte